# El hombre del traje gris (novela)
El hombre del traje gris ("The Man in the Gray Flannel Suit") es una novela escrita por el escritor norteamericano Sloan Wilson en 1955. El libro obtuvo una gran recepción por la crítica, llegando incluso a ser adaptada al cine en 1956. La historia tiene por protagonista a Tom Rath, heredero de una familia de la alta sociedad que poco a poco ha ido mermando su situación económica, y que intenta abrirse paso a través del mundo de los negocios, sirviendo para uno de los grandes gerentes del mundo de las comunicaciones.

## Adaptaciones cinematográficas
- El hombre del traje gris (película) ("The Man in the Gray Flannel Suit"). 1956.
  - Guion y dirección: Nunnally Johnson
  - Intérpretes: Gregory Peck, Jennifer Jones, Fredric March, Marisa Pavan, Lee J. Cobb, Ann Harding, Keenan Wynn.